# Marguerite MacIntyre
Marguerite MacIntyre, född 11 maj 1965, är en amerikansk skådespelare. Hon har länge sysslat med skådespeleri, och karriären inleddes med hennes första pjäs vid sexton års ålder. Hon har uppträtt i regionala teaterproduktioner alltifrån Fahrenheit 451 på Falcon Theater till Söderhavet på Goodspeed. Hon har också uppträtt i Broadway eller off-Broadway-produktioner som Jane Eyre, City of Angels, No Way to Treat a Lady, Annie Warbucks, Weird Romance och Mata Hari.
MacIntyres tv-erfarenhet omfattar både komedi och dramatik. Hennes många roller omfattar roller i Seinfeld, Ally McBeal, Veronica's Closet och ABC:s Two Guys and a Girl. Hon spelade också en återkommande roll på den mycket hyllade dramatiska serien The Shield, och har gäst-starred i Cityakuten, The Practise och The Pretender. I hennes senaste roll spelade hon mot Matt Dallas i ABC Familys serie Kyle XY. Hon studerade på Royal Academy of Dramatic Art i London. Marguerite har också varit med i The Vampire Diaries där hon spelar Elizabeth Forbes, mamma till Caroline.